# Roman Koudelka
Roman Koudelka, né le 9 juillet 1989 à Turnov, est un sauteur à ski tchèque.

## Carrière
Il représente d'abord le club LSK Lomnice nad Popelkou, commençant le saut à l'âge de cinq ans, entraîné par Zdeněk Remsa.
Après des débuts internationaux en 2004-2005 dans la Coupe continentale, puis gagnant de deux épreuves de la Coupe FIS en 2006, il est une des révélations du Grand Prix d'été 2006, montant même sur la troisième marche du podium de l'épreuve de Kranj. Son premier hiver (2006-2007) en Coupe du monde est correct (meilleure performance : une 8e place à Klingenthal), mais surtout il devient champion du monde junior à Tarvisio, avant de participer aux Championnats du monde sénior à Sapporo. En 2007-2008, il s'affirme comme le leader de l'équipe de saut à ski tchèque, terminant 17e au classement final de la Coupe du monde avec notamment trois quatrièmes places (dont deux consécutives sur le petit tremplin de Villach) durant la saison. Aux Championnats du monde 2009, il intègre le top dix pour la seule fois de sa carrière en grand championnat sur le petit tremplin et le grand tremplin avec deux neuvièmes places. Il y est aussi cinquième par équipes.
Le 9 janvier 2011, il monte pour la première fois sur le podium en Coupe du monde en finissant troisième du concours d'Harrachov disputé à domicile. Au même lieu, en fin d'année 2011, il connaît une moins bonne fortune, se faisant une commotion cérébrale à l'entraînement à cause d'une fixation défectueuse. Auteur de multiples résultats dans le top dix, il récupère rapidement pour monter sur son deuxième podium à Willingen, où il est deuxième derrière le sauteur numéro un mondial Anders Bardal. Alors qu'il finit dixième cet hiver en Coupe du monde, il ne maintient pas ce niveau l'hiver suivant, où il est toujours au-delà du top dix et se classe 29e et 30e aux Championnats du monde à Val di Fiemme.
En 2014, après une sixième place individuelle aux Championnats du monde de vol à ski à Harrachov, aux Jeux olympiques de Sotchi, il se classe seizième et dix-neuvième en individuel, ainsi que septième par équipes. Il découvre la victoire dans une compétition de premier rang quelques mois plus tard lors du Grand Prix à Hinzenbach.
C'est lors de l'épreuve d'ouverture de la saison 2014-2015 disputée à Klingenthal, qu'il s'impose pour la première fois en Coupe du monde, edevant Stefan Kraft. En bonne forme cette année, il gagne aussi à Lillehammer, Engelberg et Sapporo. Il finit septième du classement général de la Coupe du monde 2015.
Il continue sur sa lancée au début de la saison suivante, où il devient pour la cinquième fois victorieux en Coupe du monde à Wisla. Avec dix top dix au total, il est onzième du classement général cette fois-ci.
Aux Championnats du monde 2017, il confirme son irrégularité cet hiver, terminant 14e au petit tremplin et 42e au grand tremplin.
En 2018, il saute à ses troisièmes jeux olympiques à Pyeongchang, pour se retrouver deux fois 25e en individuel.
Koudelka se blesse à l'été 2020 à l'entraînement, mais concourt tout de même au début de l'hiver suivant, avant finir sa saison au mois de janvier pour pouvoir se faire opérer du genou.
Son style caractéristique de vol est très proche de son compatriote Jakub Janda.

## Palmarès

### Jeux olympiques d'hiver
| Épreuve / Édition | Vancouver 2010                   | Sotchi 2014                      | Pyeongchang 2018                 | Pékin 2022 |
| Petit tremplin    | 12e                              | 16e                              | 25e                              | 18e        |
| Grand tremplin    | 23e                              | 19e                              | 25e                              | 41e        |
| Par équipes       | 7e                               | 7e                               | 10e                              | 9e         |
| Par équipes mixte | Épreuve inexistante à cette date | Épreuve inexistante à cette date | Épreuve inexistante à cette date | 7e         |

### Championnats du monde
| Épreuve / Édition | Épreuve / Édition | Sapporo 2007 | Liberec 2009 | Oslo 2011 | Val di Fiemme 2013 | Falun 2015 | Lahti 2017 | Seefeld 2019 |
| Petit tremplin    | Petit tremplin    | 25e          | 9e           | 35e       | 29e                | 4e         | 14e        | 15e          |
| Grand tremplin    | Grand tremplin    | 25e          | 9e           | 22e       | 30e                | 8e         | -          | 22e          |
| Par équipes       | Petit tremplin    | -            | -            | 7e        | -                  | -          | 9e         | 9e           |
| Par équipes       | Grand tremplin    | 9e           | 5e           | 8e        | 7e                 | 8e         | 7e         | 8e           |

### Championnats du monde de vol à ski
| Épreuve / Édition | Vikersund 2012 | Harrachov 2014 | Tauplitz 2016 |
| Individuel        | 11e            | 6e             | 20e           |
| Par équipes       | 6e             | -              | 6e            |

### Coupe du monde
- Meilleur classement général : 7e en 2015.
- 11 podiums individuels : 5 victoires, 2 deuxièmes places et 4 troisièmes places.

#### Victoires individuelles
| Année     | Lieu                                                                             |
| 2014-2015 | Klingenthal (Allemagne) Lillehammer (Norvège) Engelberg (Suisse) Sapporo (Japon) |
| 2015-2016 | Wisla (Pologne)                                                                  |

#### Classements en Coupe du monde
| Année     | Classement général final |
| 2006-2007 | 39e                      |
| 2007-2008 | 17e                      |
| 2008-2009 | 16e                      |
| 2009-2010 | 63e                      |
| 2010-2011 | 16e                      |
| 2011-2012 | 10e                      |
| 2012-2013 | 49e                      |
| 2013-2014 | 39e                      |
| 2014-2015 | 7e                       |
| 2015-2016 | 11e                      |
| 2016-2017 | 25e                      |
| 2017-2018 | 57e                      |
| 2018-2019 | 14e                      |
| 2019-2020 | 26e                      |
| 2021-2022 | 74e                      |
| 2022-2023 | 68e                      |

### Championnats du monde junior
| Épreuve / Édition | Rovaniemi 2005 | Kranj 2006 | Tarvisio 2007 |
| Individuel        | 43e            | 14e        | Or            |
| Par équipes       | 5e             | 15e        | 7e            |

### Grand Prix
- Meilleur classement général : 7e en 2014.
- 11 podiums, dont 1 victoire.